# Dénia
Dénia é um município da Espanha na província de Alicante, comunidade autónoma da Comunidade Valenciana. Tem 66,2 km² de área e em 2021 tinha 42 953 habitantes (densidade: 648,8 hab./km²).

## Demografia
| Variação demográfica do município entre 1991 e 2004 | Variação demográfica do município entre 1991 e 2004 | Variação demográfica do município entre 1991 e 2004 | Variação demográfica do município entre 1991 e 2004 |
| --------------------------------------------------- | --------------------------------------------------- | --------------------------------------------------- | --------------------------------------------------- |
| 1991                                                | 1996                                                | 2001                                                | 2004                                                |
| 24764                                               | 27469                                               | 33342                                               | 38584                                               |